# Marca O

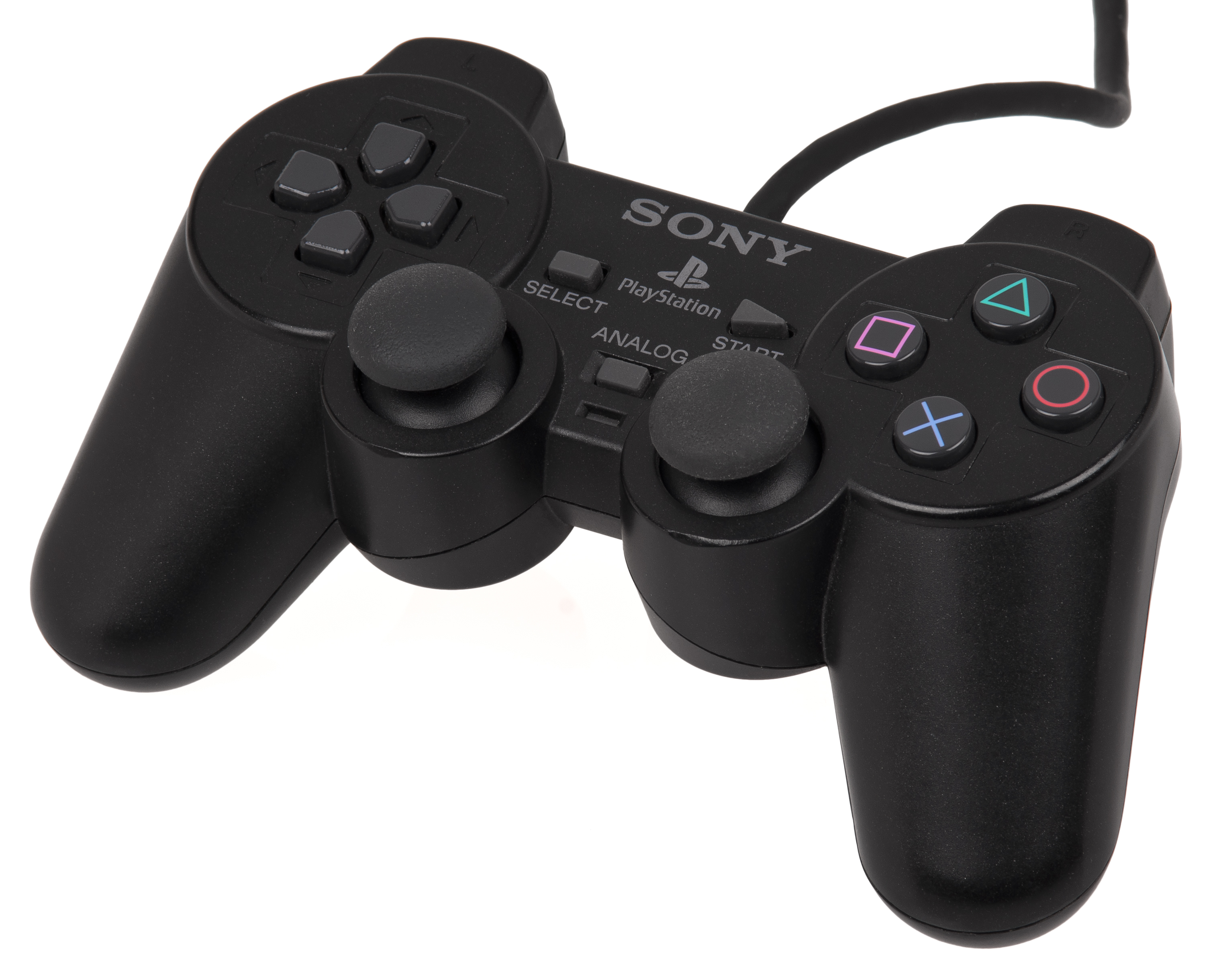
Un controlador Sony DualShock 2 para la consola PlayStation 2, con el botón ◯ visible a la derecha. En muchos juegos lanzados para la línea de consolas PlayStation en Japón, la marca O se usa como botón de confirmar opciones en las interfaces de usuario, mientras que en los países occidentales se cambió esa acción al botón X.

Una marca O o círculo conocida como marujirushi (丸印) o maru (丸) en Japón y gongpyo ( 공표(空標), literalmente en español: «marca de bola») en Corea, es el nombre del símbolo «◯», un círculo usado para representar una afirmación en Asia Oriental, similar a su equivalente occidental de la marca de verificación o visto («✓»). Su opuesto es la marca X («✗» o «×»).

## Sistema extendido
Es común en Japón emplear otros símbolos para expresar calificaciones no binarias más allá de simplemente «sí/no» o «correcto/incorrecto». Una diana (nijūmaru 二重丸) «◎» se usa a menudo para «excelente», mientras que un triángulo (sankaku 三角) «△» significa «regular» o «parcialmente válido». Este sistema «◎-○-△-×» es ampliamente conocido en Japón y puede usarse sin necesidad de explicación. Existen otros usos ad hoc, pero requieren leyendas que expliquen el significado de cada símbolo.
El hanamaru (花丸) es una variante de la marca O. Por lo general, se dibuja como una espiral rodeada de pétalos de flores redondeados, lo que sugiere una flor. Se utiliza con frecuencia para elogiar o felicitar a los niños, apareciendo a menudo en personajes y logotipos infantiles.

## Unicode
El Unicode proporciona varios símbolos relacionados, que incluyen:
| Símbolo | Punto de código Unicode (hexadecimal) | Nombre                   |
| ------- | ------------------------------------- | ------------------------ |
| ○       | U+25CB                                | CÍRCULO BLANCO           |
| ◎       | U+25 CE                               | DIANA                    |
| ●       | U+25CF                                | CÍRCULO NEGRO            |
| ◯       | U+25EF                                | CÍRCULO GRANDE           |
| ⭕︎      | U+2B55                                | CÍRCULO GRANDE REMARCADO |
| ⭕      | U+2B55                                | CÍRCULO GRANDE REMARCADO |
| 🙆      | U+1F646                               | CARA CON GESTO OK        |

U+2B55 ⭕ CÍRCULO GRANDE REMARCADO tiene tanto representación textual como en emoji, como se puede ver en la tabla.
El emoji U+1F4AE 💮 FLOR BLANCA es similar al hanamaru, pero su representación es distinta y no se considera reconocido como hanamaru.